# アヴィニョン教皇庁

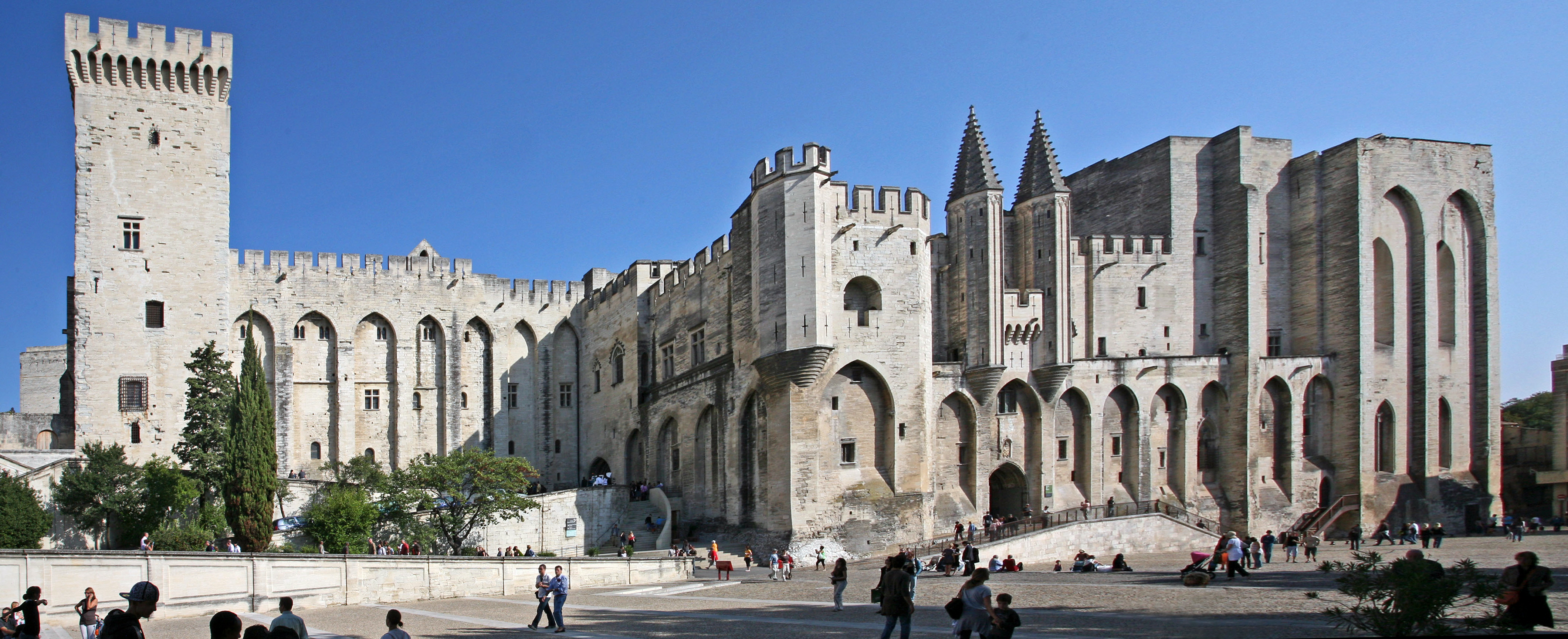
アヴィニョン教皇庁（全体像）

アヴィニョン教皇庁（フランス語: Palais des papes d'Avignon, ラテン語: Palatium paparum）は、1309年から1377年まで7代にわたる教皇のアヴィニョン捕囚から教会大分裂の時代、南フランスのアヴィニョンに設けられていた教皇宮殿（教皇庁）。
アヴィニョンに教皇が遷座された原因は、1303年の教皇ボニファティウス8世の死後、枢機卿団が分裂して教皇選挙（コンクラーヴェ）の実施に困難が生じたこと、および、アナーニ事件の事後処理に絡んでフランス王フィリップ4世（端麗王）の干渉に求められるが、これらに加えイタリア半島における教皇領での無政府状態がそれに拍車をかけた。

## 概要・沿革

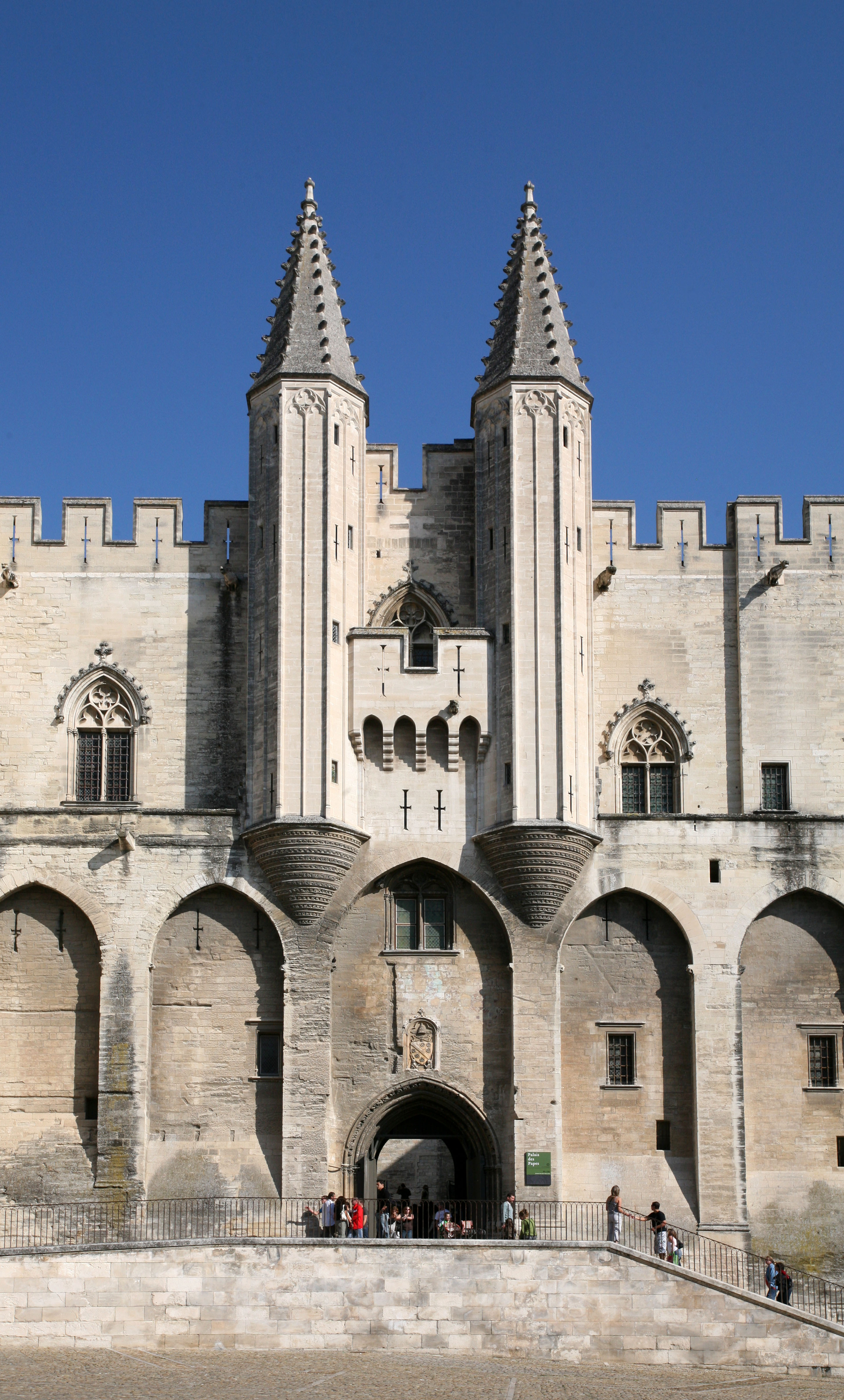
アヴィニョン教皇庁（正面）

1252年に建設が始まった。

### アヴィニョン捕囚
ローマ教会とフランス王国の対立における中立派として教皇に選出されたボルドー司教のクレメンス5世は1309年、フィリップ端麗王の干渉の下でのローマ入城を諦め、気に入った滞在先を求めてフランス中を旅した。そして結局、一度もローマを訪れることなく、プロヴァンス伯領内にあり、現在は南仏ヴォクリューズ県の県庁所在地となっているアヴィニョンのドミニコ会修道院に落ち着き、そこに教皇庁を仮設した。
続くヨハネス22世、ベネディクトゥス12世、クレメンス6世の3教皇は、アヴィニョンに城砦風の大宮殿と市街を取り囲む城壁の建造を進め、1348年、プロヴァンス女伯（兼ナポリ女王）ジョヴァンナが8万フローリンにものぼる金貨でアヴィニョン全市を購入、次のインノケンティウス6世の在位期間のうちに、難攻不落をめざした教皇領都市の建設が完遂した。ベネディクトゥス12世はまた、アヴィニョンに図書館を設置する事業に取り組んでいる。3教皇は同時に、教会組織における行政、司法、財政の諸改革を進めてそれぞれの機関も整備拡充され、南仏の金融活動や商工業とも結びついて、百年戦争であえぐフランス王国の窮乏を尻目に、それとはまったく対照的な隆盛と繁栄のときを迎えた。
さらに、貧しい学生の支援に力を入れ、各地に大学を創設した教皇ウルバヌス5世や、同様に学芸の保護者として活動したグレゴリウス11世の時代には、クレメンス6世以降導入された優美なパリ風の宮廷文化とヒューマニズムが花ひらき、当時のヨーロッパ文化の一大中心地となり栄えた。
なお、宮殿のうち「旧宮殿」はベネディクトゥス12世が旧司教館を取り壊させて同郷のミルポワ出身のピエール・ポアソンに依頼して築いたものであり、それに対しクレメンス6世がイル＝ド＝フランスの建築家ジャン・ド・ルーヴルに命じて築かせたのが「新宮殿」である。

### 教会大分裂
教皇のローマ帰還の可能性は全期間を通じて、常に高まりを見せていた。ルネサンスの詩人としてつとに有名なペトラルカ、あるいは「聖女」として知られていたドミニコ会修道女のシエナのカタリナらからの強い請願もあり、1367年から1370年にかけて、アヴィニョン教皇は経済力と軍事力を蓄積した上で一時ローマに復帰した。そして1377年、ようやく正式に教皇のローマ帰還は実現にいたった。しかしその後、枢機卿団は再度分裂し、フランス人教皇グレゴリウス11世がローマの民衆からひどい非難を浴びてアヴィニョンに戻り、クレメンス7世からベネディクトゥス13世にいたる教会大分裂(1378年－1417年)の時代には、再びアヴィニョン教皇庁が利用された。
1398年に、ローマ教皇庁派フランス貴族ジェフリー・ブシコーの率いる軍が下水道から潜入後、戦闘を行い教皇庁を占拠しようとしたが叶わず。3か月の戦闘後、アヴィニョンを占領し対立教皇ベネディクトゥス13世が住むアヴィニヨン教皇庁を5年間包囲した。その後、対立教皇が宮殿を取り戻した（しかし1410年から1411年まで再包囲される）が、1433年にローマ教皇庁の財産となった。

### ローマ教皇庁管理下
ローマ教皇庁の管理となった1433年から350年以上にわたり教皇庁の管理下にあったが、1516年に修復されるも荒廃した。

### フランス革命以後
フランス革命が1789年に勃発した際には荒廃した状態で、革命勢力によって強奪・破壊された。1791年に反革命派の虐殺現場となり、遺体は旧宮殿に投げ込まれた。
ナポレオン政権下では、兵舎や刑務所として使用された。フランス第三共和政などの軍事占拠で馬小屋等として利用された際には、フレスコ画など多くが破壊された。

### 20世紀以降
1906年以降、国立博物館として管理修復され続けている。1995年、アヴィニョン歴史地区としてユネスコ世界遺産に登録された。

## 宮殿内
宮殿の内部は次のようになっている。
- 1階旧宮殿

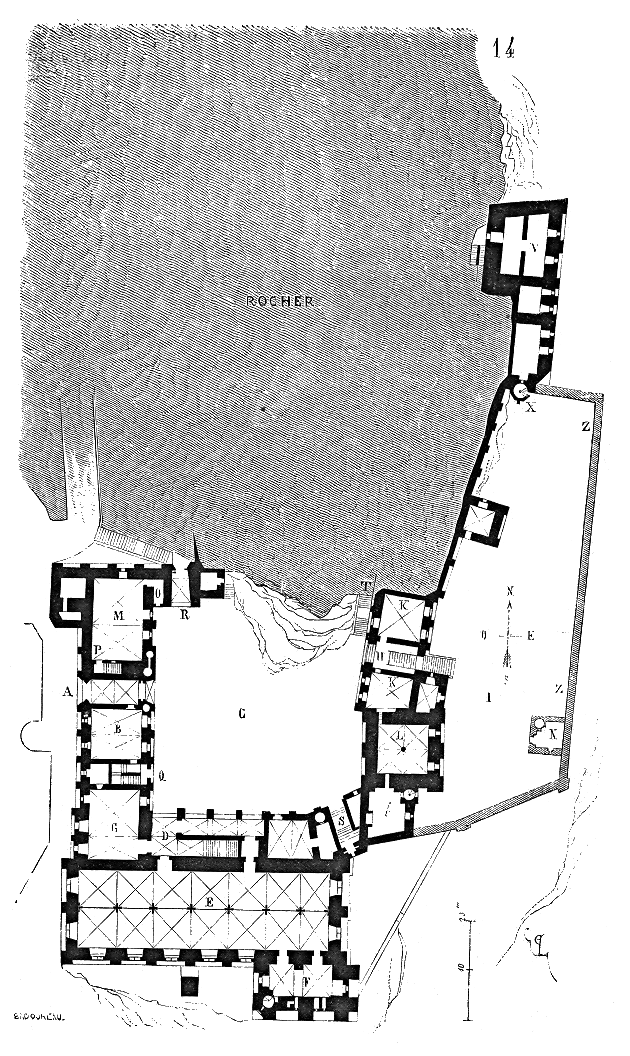
1階の間取り

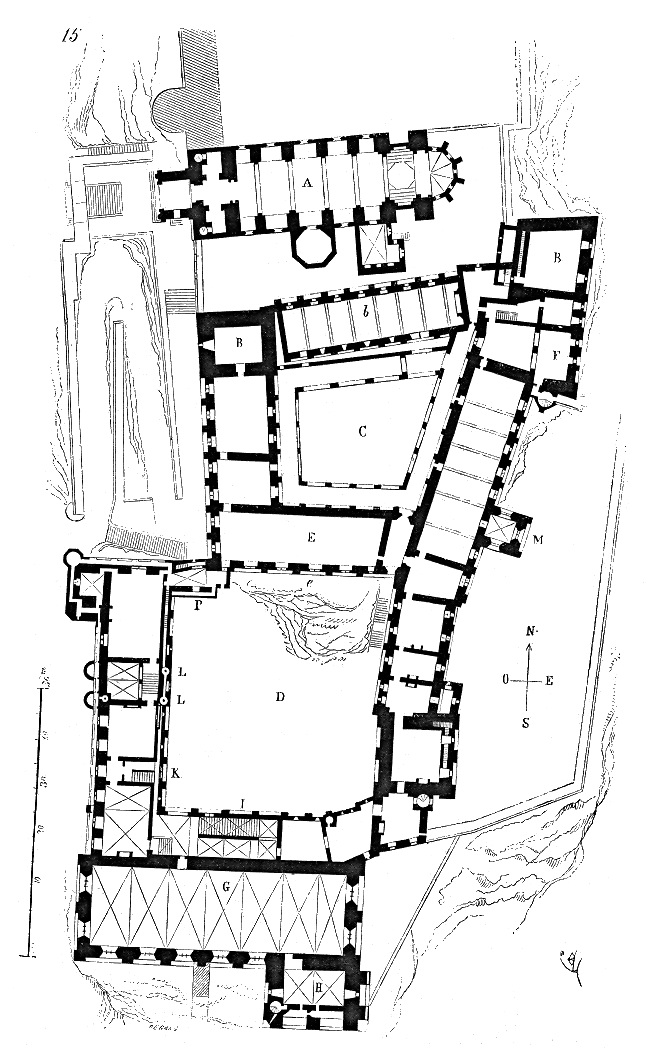
2階の間取り

  - 枢機卿会議の間 － シモーネ・マルティーニのフレスコ壁画が展示されている。
  - サン・ジャン礼拝堂 － マッテオ・ジョヴァネッティのフレスコ壁画が飾られている。
- 2階旧宮殿と新宮殿
  - 大食堂または宴の間 － ゴブラン織のタピスリーを展示している。
  - サン・マルシャル礼拝堂
  - 応接室
  - 教皇の寝所
  - 鹿の間　
  - クレマンティーヌ礼拝堂 － コンクラーヴェの枢機卿たちはこの礼拝堂に来て聖霊のミサを開いた。
- 1階新宮殿
  - 大法廷 － ヴォールトを飾る預言者のフレスコ画 － マッテオ・ジョヴァネッティ
  - 小法廷